# Khướu vẩy
Khướu vảy (danh pháp hai phần: Trochalopteron squamatum) là một loài chim trong họ Leiothrichidae.